# Валенсия (озеро)
Вале́нсия (устар. Валенсийское озеро; исп. Lago de Valencia) или Такари́гуа (исп. Tacarigua) — крупнейшее пресноводное озеро Венесуэлы. Находится в штатах Карабобо и Арагуа. Является вторым по величине озером страны после Маракайбо. Окружено сельскохозяйственной и популярной курортной местностями.
У западного побережья озера находится столица штата Карабобо город Валенсия, на северо-восточном берегу — столица штата Арагуа город Маракай.
Такаригуа лежит в продольном понижении среди хребтов Карибских Анд на высоте 416 м над уровнем моря. Площадь озера составляет около 350 км², глубина до 75 м. Впадают такие реки, как Кабриалес, Арагуа, Турмеро, Гуигуэ. Стока не имеет, берега низменные; судоходно.
Местность котловины озера является районом самого интенсивного мясо-молочного скотоводства в стране.